# Бс-VIII-Сф
Бс-VIII-Сф (пълна сигнатура Бс-VI-VIII-4-64-Сф) е номенклатура от елементи за едропанелни жилищни сгради от 6 до 8 етажа за сеизмични райони, разработена от ИПП „Софпроект“ за нуждите на Домостроителен комбинат № 1 в София. Тя е създадена на базата на Бс-2-63 (обединена).

## Характерни особености на сградите
Надлъжното междуосие е 3,60 м, а напречните – 2 х 5,10 м. Новост във фасадите спрямо предходната номенклатура е премахването на лоджиите в повечето типови проекти и въвеждането на прозорец 2,80 х 1,80 м за дневната. Покривът е леко скосен. Подпокривното пространство е ниско. Фасадните панели са с мозаично покритие, а калканните са с мазилка. Има и асансьор.